# Bartłomiej Dudzic
Bartłomiej Dudzic (ur. 18 sierpnia 1988 w Oświęcimiu) – polski piłkarz występujący na pozycji napastnika.

## Kariera piłkarska
Bartłomiej Dudzic piłkarską karierę rozpoczynał w klubie Niwa Nowa Wieś. W 2004 roku trafił do Unii Oświęcim, z którą grał w sezonie 2004/2005 w B klasie, a w sezonach 2005/2006 i 2006/2007 w A klasie.
Przed rudną wiosenną sezonu 2006/2007 Dudzic trafił do Cracovii. Zadebiutował w niej pod koniec lutego w spotkaniu Pucharu Ekstraklasy z Koroną Kielce w którym strzelił swojego pierwszego gola. 10 marca po raz pierwszy wybiegł na boisko Orange Ekstraklasy, pojawiając się na ostatnie trzy minuty wygranego 1:0 meczu z Odrą Wodzisław Śląski. Cztery dni później zdobył bramkę w pojedynku pucharu Polski z Radomiakiem Radom. Do końca sezonu zagrał łącznie w siedmiu spotkaniach Ekstraklasy, jednak w żadnym nie pojawił się na murawie od pierwszych minut.
W sezonie 2007/2008 Dudzic regularnie pojawiał się na boisku. 20 października zdobył swojego pierwszego gola w Ekstraklasie. Był to honorowe trafienie dla Cracovii w derbowym spotkaniu z Wisłą Kraków. W marcu strzelił bramkę w pojedynku z Górnikiem Zabrze, a w maju w meczu z Odrą Wodzisław Śląski. Sezon zakończył z łącznie 34 spotkaniami w pierwszym zespole. Ośmiokrotnie wystąpił również w meczach Młodej drużyny.
W sezonie 2008/2009 Dudzic utracił miejsce w podstawowej jedenastce. Zagrał w szesnastu meczach Ekstraklasy, lecz tylko w sześciu wychodził na boisko od pierwszych minut. Cracovia zajęła w lidze czternaste miejsce i miała grać w barażach, które jednak po decyzji Komisji ds. Nagłych PZPN nie odbyły się.
W rundzie jesiennej sezonu 2009/2010 Dudzic występował wyłącznie w drużynie Młodej Ekstraklasy. Rozegrał 15 meczów i strzelił sześć goli. Pod koniec stycznia 2010 roku został na pół roku wypożyczony do pierwszoligowego GKS-u Katowice, gdzie rozegrał 15 spotkań oraz strzelił jedną bramkę przeciwko drużynie KSZO Ostrowiec Świętokrzyski.

## Statystyki
Stan na 2 sierpnia 2019:
| Klub                | Sezon              | Liga               | Liga  | Liga   | Puchar Polski | Puchar Polski | Puchar Ekstraklasy | Puchar Ekstraklasy | Łącznie | Łącznie |
| Klub                | Sezon              | Liga               | Mecze | Bramki | Mecze         | Bramki        | Mecze              | Bramki             | Mecze   | Bramki  |
| ------------------- | ------------------ | ------------------ | ----- | ------ | ------------- | ------------- | ------------------ | ------------------ | ------- | ------- |
| Cracovia            | 2006/2007 (w)      | Ekstraklasa        | 7     | 0      | 1             | 1             | 3                  | 1                  | 11      | 2       |
| Cracovia            | 2007/2008          | Ekstraklasa        | 29    | 3      | 2             | 1             | 3                  | 2                  | 34      | 6       |
| Cracovia            | 2008/2009          | Ekstraklasa        | 16    | 0      | 2             | 0             | 6                  | 0                  | 24      | 0       |
| Cracovia            | 2009/2010 (j)      | Ekstraklasa        | 0     | 0      | 0             | 0             | –                  | –                  | 0       | 0       |
| GKS Katowice (wyp.) | 2009/2010 (w)      | I liga             | 15    | 1      | 0             | 0             | –                  | –                  | 15      | 1       |
| Cracovia            | 2010/2011          | Ekstraklasa        | 27    | 3      | 1             | 0             | –                  | –                  | 28      | 3       |
| Cracovia            | 2011/2012          | Ekstraklasa        | 13    | 1      | 2             | 0             | –                  | –                  | 15      | 1       |
| Cracovia            | 2012/2013          | I liga             | 24    | 8      | 2             | 1             | –                  | –                  | 26      | 9       |
| Cracovia            | 2013/2014          | Ekstraklasa        | 22    | 2      | 1             | 0             | –                  | –                  | 23      | 2       |
| Cracovia            | 2014/2015 (j)      | Ekstraklasa        | 4     | 0      | 2             | 1             | –                  | –                  | 6       | 0       |
| Sandecja Nowy Sącz  | 2014/2015 (w)      | I liga             | 11    | 2      | 0             | 0             | –                  | –                  | 11      | 2       |
| Sandecja Nowy Sącz  | 2015/2016          | I liga             | 24    | 3      | 2             | 1             | –                  | –                  | 26      | 4       |
| Sandecja Nowy Sącz  | 2016/2017          | I liga             | 27    | 5      | 2             | 1             | –                  | –                  | 29      | 6       |
| Sandecja Nowy Sącz  | 2017/2018          | Ekstraklasa        | 19    | 2      | 2             | 0             | –                  | –                  | 21      | 2       |
| Sandecja Nowy Sącz  | 2018/2019          | I liga             | 31    | 1      | 1             | 0             | –                  | –                  | 32      | 1       |
| Sandecja Nowy Sącz  | 2019/2020          | I liga             | 1     | 0      | 0             | 0             | –                  | –                  | 1       | 0       |
| Ogólnie w karierze  | Ogólnie w karierze | Ogólnie w karierze | 270   | 31     | 20            | 6             | 12                 | 3                  | 302     | 40      |